# Championnat du Danemark féminin de football 2023-2024
Navigation
Édition précédente Édition suivante
L'Elitedivisionen 2023-2024 est la cinquante-deuxième saison du championnat du Danemark féminin de football. Le HB Køge, vainqueur des deux saisons précédentes, remet son titre en jeu. Aalborg BK est le seul promu cette année.

## Participantes
| \| Aalborg BK AGF Aarhus Brøndby IF FC Nordsjælland Fortuna Hjørring KoldingQ HB Køge FC Thy-Thisted Q \| Localisation des clubs engagés dans le championnat. |
| Aalborg BK AGF Aarhus Brøndby IF FC Nordsjælland Fortuna Hjørring KoldingQ HB Køge FC Thy-Thisted Q                                                           |

Ce tableau présente les huit équipes qualifiées pour disputer le championnat 2022-2023. 
| Club             | Ville    | Stade | Résultat en 2022-2023 |
| ---------------- | -------- | ----- | --------------------- |
| HB Køge          | Køge     |       | 1er                   |
| Brøndby IF       | Brøndby  |       | 2e                    |
| Fortuna Hjørring | Hjørring |       | 3e                    |
| FC Nordsjælland  | Farum    |       | 4e                    |
| KoldingQ         | Kolding  |       | 5e                    |
| FC Thy-Thisted Q | Thisted  |       | 6e                    |
| AGF Aarhus       | Aarhus   |       | 7e                    |
| Aalborg BK       | Aalborg  |       | D2                    |

## Compétition

### Déroulement
La compétition se dispute en deux temps.
1. La première partie du championnat est une poule avec les huit participantes. Au terme des quatorze matchs les deux équipes placées aux deux dernières places jouent dans une poule avec quatre équipes de deuxième division pour tenter de se maintenir.
2. La deuxième partie du championnat regroupe les six premières équipes de la première phase. Elles disputent chacune dix matchs supplémentaires. Les deux dernières équipes de la première phase, elles, rejoignent les quatre meilleures équipes de deuxième division dans une poule de qualification.

### Classement

#### Première partie de saison
| Rang | Équipe           | Pts | J  | G | N | P  | Bp | Bc | Diff |
| ---- | ---------------- | --- | -- | - | - | -- | -- | -- | ---- |
| 1    | Brøndby IF       | 28  | 14 | 9 | 1 | 4  | 22 | 15 | +7   |
| 2    | FC Nordsjælland  | 27  | 14 | 8 | 3 | 3  | 20 | 7  | +13  |
| 3    | HB Køge T        | 27  | 14 | 8 | 3 | 3  | 18 | 8  | +10  |
| 4    | Fortuna Hjørring | 22  | 14 | 6 | 4 | 4  | 17 | 9  | +8   |
| 5    | KoldingQ         | 20  | 14 | 6 | 2 | 6  | 14 | 16 | -2   |
| 6    | AGF Aarhus       | 17  | 14 | 5 | 2 | 7  | 14 | 22 | -8   |
| 7    | FC Thy-Thisted Q | 13  | 14 | 3 | 4 | 7  | 14 | 20 | -6   |
| 8    | Aalborg BK P     | 4   | 14 | 1 | 1 | 12 | 5  | 28 | -23  |

#### Deuxième partie de saison
La phase de championnat débute le 17 mars 2024 pour se terminer en juin 2024.
| Rang | Équipe           | Pts | J  | G  | N | P  | Bp | Bc | Diff |
| ---- | ---------------- | --- | -- | -- | - | -- | -- | -- | ---- |
| 1    | FC Nordsjælland  | 48  | 24 | 14 | 6 | 4  | 34 | 15 | +19  |
| 2    | Brøndby IF       | 46  | 24 | 14 | 4 | 6  | 40 | 24 | +16  |
| 3    | HB Køge T        | 45  | 24 | 13 | 6 | 5  | 34 | 16 | +18  |
| 4    | Fortuna Hjørring | 35  | 24 | 9  | 8 | 7  | 28 | 19 | +9   |
| 5    | AGF Aarhus       | 27  | 24 | 8  | 3 | 13 | 32 | 45 | -13  |
| 6    | KoldingQ         | 22  | 24 | 6  | 4 | 14 | 18 | 38 | -20  |

#### Poule de qualification
Les deux derniers de la première phase sont rejoint par les quatre meilleures équipe de deuxième division, les deux premiers sont qualifiés pour le championnat 2024-2025.
| Rang | Équipe            | Pts | J  | G | N | P | Bp | Bc | Diff |
| ---- | ----------------- | --- | -- | - | - | - | -- | -- | ---- |
| 1    | Odense Boldklub Q | 26  | 10 | 8 | 2 | 0 | 27 | 3  | +24  |
| 2    | B1993F            | 20  | 10 | 6 | 2 | 2 | 14 | 4  | +10  |
| 3    | Aalborg BK        | 17  | 10 | 5 | 2 | 3 | 16 | 7  | +9   |
| 4    | FC Thy-Thisted Q  | 8   | 10 | 2 | 2 | 6 | 5  | 17 | -12  |
| 5    | Osterbro          | 7   | 10 | 1 | 4 | 5 | 9  | 25 | -16  |
| 6    | Naestved          | 5   | 10 | 1 | 2 | 7 | 6  | 21 | -15  |

## Bilan de la saison
| Championnat du Danemark féminin de football 2023-2024 |                             |
| Champion                                              | FC Nordsjælland (1er titre) |
| Ligue des champions féminine de l'UEFA 2024-2025      | FC Nordsjælland             |
| Ligue des champions féminine de l'UEFA 2024-2025      | Brøndby IF                  |
| Promotions et relégations                             |                             |
| Promus en Elitedivisionen                             | Odense Boldklub Q           |
| Promus en Elitedivisionen                             | B1913 F                     |
| Relégués en 1. Division Women                         | Aalborg BK                  |
| Relégués en 1. Division Women                         | FC Thy-Thisted Q            |